# Nicolaus Mercator
|  | No s'ha de confondre amb altres personatges del mateix cognom, vegeu Mercator. |

Nicolaus Mercator (alemany: Niklaus Kauffman)  (Eutin, 1620 - Versalles, 14 de gener de 1687) va ser un matemàtic del segle xviii conegut pels seu mètode de càlcul dels logaritmes amb sèries infinites.

## Vida
Fill d'un mestre d'escola a Oldenburg (Holstein), Martin Kauffmann, no se sap quan es va canviar el cognom, llatinitzant-lo (kauffman, en alemany, significa mercader). El 1632 va ingressar a la Universitat de Rostock on es va graduar el 1641. Després d'un breu període a Leiden, va tornar a Rostock on va ser professor entre 1642 i 1648.
El 1648 es traslladà a la Universitat de Copenhaguen fins que va ser tancada el 1654 per la pesta. Durant aquests anys a Copenhaguen publicà diversos llibres de text d'astronomia elemental pels alumnes de la universitat. Des de la data del tancament de la universitat fins a la seva reaparició a Londres el 1660, no es coneix res de la seva vida.
A Londres, on es llatinitzà el seu cognom (kaufmann en alemany vol dir mercader), va romandre bona part de la seva vida. No podent obtenir un lloc de professor a cap universitat, sobrevisqué donant classes particulars, cosa que no el va impedir de fer amistat amb alguns dels matemàtics anglesos més sobresortints de la seva època: Oughtred, Pell i Collins. Gràcies a la popularitat que li va reportar haver inventat un rellotge que va presentar al rei Carles II, va ser nomenat fellow de la Royal Society en la seva creació el 1666.
El 1682, i donat que no trobava un lloc de treball permanent a Londres, va abandonar Anglaterra per França, on Colbert li va oferir dirigir el projecte de proveïment d'aigües a Versalles, que, finalment, no es va dur a terme.

## Obra
Els llibres publicats en la seva estança a Copenhaguen porten per títol: Trigonometria sphaericorum logarithmica, Cosmographia i Astronomica sphaerica i, com el seu nom indica, tracten sobre astronomia i trigonometria esfèrica. Es tracta d'obres elementals per als seus estudiants, sense aportacions originals.
La seva obra més original és la Logarithmotechnia, publicada a Londres el 1668. En ella desenvolupa una fórmula per a obtenir els logaritmes mitjançant una sèrie de potències. Seguint les ideees de Sarasa i Wallis per a calcular certes fraccions d'infinites sumes de potències, decideix calcular {\displaystyle ln(1+x)}, és a dir l'àrea {\displaystyle A} sota la hipèrbola {\displaystyle y={\frac {1}{1+x}}} des de {\displaystyle 0} fins a {\displaystyle x}. Per a fer-ho, divideix l'interval {\displaystyle [0,x]} en {\displaystyle n} intervals d'amplada {\displaystyle x/n} i aproxima {\displaystyle A} ab la següent fórmula:
{\displaystyle A={\frac {x}{n}}+{\frac {x}{n}}\left({\frac {1}{1+{\frac {x}{n}}}}\right)+{\frac {x}{n}}\left({\frac {1}{1+{\frac {2x}{n}}}}\right)+...+{\frac {x}{n}}\left({\frac {1}{1+{\frac {(n-1)x}{n}}}}\right)}
Després de diverses transformacions i aplicant els resultats de Wallis, obté el que s'anomena la sèrie de Mercator:
{\displaystyle ln(1+x)=x-{\frac {x^{2}}{2}}+{\frac {x^{3}}{3}}-{\frac {x^{4}}{4}}+...}
La convergència d'aquesta sèrie (sobretot per a valors petits de {\displaystyle x}) és força ràpida, el que permet un càlcul molt aproximat del logaritme sense necessitat de gaires operacions.
També va publicar algunes obres d'astronomia, Hypothesis astronomica nova, et consensus ejus cum observationibus (Londres, 1664), Institutionum astronomicarum libri duo, de motu astrorum communi & proprio (Londres, 1676), que sembla que van tenir alguna influència en Newton, amb qui va mantenir correspondència que no s'ha conservat. Una còpia del seu Institutionum..., extensament anotada per Newton, es conserva al Trinity College de Cambridge.
Tot i que no va publicar res sobre música, va deixar una notable col·lecció de manuscrits sobre teoria de la música.